# Zeno Partners
Zeno Partners est un groupe d’investissements privés basé à Genève, en Suisse.
Fondée en 2016 par Duarte Moreira et Christopher Kile,, la société gère six fonds d’investissements, contrôle des milliards d’actifs et détient un portefeuille comprenant 65 sociétés à travers 13 pays.

## Activité
Les stratégies d’investissements du groupe incluent le capital-investissement (private equity), le capital-croissance (growth equity) et le capital risque (venture capital),.
Au travers de sa filiale Zeno Ventures, Zeno Partners a fait des investissements au capital d’amorçage de sociétés qui sont désormais des licornes, notamment Applied Intuition, valorisée à 6 milliards de dollars, et Mercury valorisée à 1.6 milliards de dollars,. En 2021, Zeno Ventures a mené la série B d’une société d’impression de maisons en 3D, Mighty Buildings, aux côtés de la société d'investissement Khosla Ventures (en),.
En juillet 2022, Zeno Partners achète le groupe financier Suisse Tellco, fondé en 2002 et spécialisé dans la gestion des fonds de pension. Le groupe Tellco détient désormais 100 % de la Bank Tellco AG, un établissement bancaire qui gère l’un des plus grands portefeuilles indépendants d'actifs de caisses de pension Suisses, avec 9 milliards d'actifs sous gestion appartenant à cent mille bénéficiaires, et qui résulte de l'achat de la totalité de la banque privée suisse Dominick Bank par le groupe Tellco en 2017.
La Dominick Bank a été fondée par la famille Kennedy dans les années 90. Une partie du groupe Tellco, est également un gestionnaire d'actifs immobiliers. Tellco Immobilien gère un patrimoine immobilier d'un montant de 1,9 million d'actifs, et gère actuellement 140 immeubles en suisse.
En mai 2023 et 2024, Zeno Partners a été représentée par son cofondateur et CEO Duarte Moreira à la 69ème conférence ainsi qu’à la 70ème conférence du groupe Bilderberg qui se sont déroulées respectivement du 18 au 21 Mai 2023 à Lisbonne et du 30 Mai au 2 Juin 2024 à Madrid,,.
En décembre 2023 et Février 2024, selon Bloomberg et d’autres médias, Zeno Partners était membre d’un consortium comprenant Warburg Pincus ayant prétendument fait une offre d’acquisition de 6 milliards d’euros pour la société Altice Portugal,,,,,.